# Murraya kwangsiensis
Murraya kwangsiensis är en vinruteväxtart som först beskrevs av Cheng Chiu Huang, och fick sitt nu gällande namn av Cheng Chiu Huang. Murraya kwangsiensis ingår i släktet Murraya och familjen vinruteväxter. Utöver nominatformen finns också underarten M. k. macrophylla.